# Клюс Ігор Петрович
Клюс Ігор Петрович (нар. 31 жовтня 1943, с. Стефкове, Польща) — український вчений, фізик, педагог, кандидат фізико-математичних наук (1969), доцент (1977).

## Біографія
У 1965 році закінчив фізичний факультет Львівського державного університету ім. І. Я. Франка. У 1968 році — аспірантуру при Львівському державному університеті за спеціальністю експериментальна фізика.
У 1968—1975 роках працював викладачем Українського інституту інженерів водного господарства м. Рівне, начальником зміни об'єднання «Азот» м. Рівне, ведучим інженером Рівненського заводу високовольтної апаратури. З 1975 року доцент кафедри фізики Хмельницького технологічного інституту побутового обслуговування (нині Хмельницький національний університет).
З ініціативи І. П. Клюса засновано щорічну обласну премію з технічних, прикладних і фундаментальних наук (2004). У 2007 році педагог нагороджений Дипломом обласної ради за наукову роботу «Підвищення та прогнозування довговічності деталей машин при їх корозійно-механічному зношуванні». Як керівник науково-дослідних робіт виготовив і впровадив у виробництво на підприємствах Хмельницької, Рівненської областей і Азербайджанської РСР прилади «Визначення питомих втрат електротехнічної сталі» та «Визначення вмісту вуглецю термоелектричним методом високовуглецевих сталей».

## Праці
За час роботи в ХНУ видано 106 наукових праць І. П. Клюса, зокрема конспекти лекцій з розділів загальної фізики «Електростатика і постійний струм» (1996), «Коливання і хвилі» (2002), «Збірник задач і методика їх розв'язування з розділу „Квантова механіка і фізика твердого тіла“» (2003), чисельні методичні розробки: «Методика розв'язання задач з розділу „Електростатика і постійний струм“» (1997), три практикуми виконання лабораторних робіт з курсу загальної фізики (2004).

## Нагороди і звання
- Заслужений працівник освіти України (2006)[2],
- Почесна грамота Верховної Ради України (2005),
- Нагрудний знак «Винахідник СРСР» (1983).